# 프란 카라치치
프란 카라치치(크로아티아어: Fran Karačić, 1996년 5월 12일 ~ )는 크로아티아에서 태어난 오스트레일리아의 축구 선수이다. 포지션은 라이트 백이며, 현재 크로아티아 프르바 HNL의 루데스에서 뛰고 있다.